# Мацкевичюс, Юозас Ионович
Юозас Ионович Мацкевичюс (лит. Juozas Mackevičius; 1907 год — дата смерти неизвестна) — звеньевой колхоза «Раудонойи жвайгжде» Пасвальского района Литовской ССР. Герой Социалистического Труда (1958). Депутат Верховного Совета СССР 5-го созыва.
Родился в 1907 году в крестьянской семье. Окончил начальную школу. Трудился рядовым колхозником (1949—1954), затем — с 1954 года звеньевым льноводческого звена в колхозе «Раудонойи жвайгжде» (Красная Звезда) Пасвальского района.
5 апреля 1958 года Указом Президиума Верховного Совета СССР удостоен звания Героя Социалистического Труда «за выдающиеся успехи, достигнутые в деле развития сельского хозяйства по производству зерна, картофеля, сахарной свеклы, мяса, молока и других продуктов сельского хозяйства, и внедрение в производство достижений науки и передового опыта» с вручением ордена Ленина и золотой медали Серп и Молот.
Избирался депутатом Верховного Совета СССР 5-го созыва (1958—1962).